# Manguaré
I Manguaré, anche conosciuti come Grupo Manguaré, sono un gruppo musicale cubano fondato nel 1971.

## Storia
Appartenente al movimento della nueva trova cubana, il gruppo produce anche musica appartenente a generi quali il son cubano, la rumba e la guajira, così come altra musica latinoamericana come il merengue, il joropo e la samba.
I Manguaré hanno partecipato a più di 40 tour in 25 pesi e a più di 50 festival e concerti internazionali, dividendo il palco con svariati artisti quali Andy Montañez, Billy Joel, Mercedes Sosa, Pablo Milanés, Silvio Rodríguez, Willie Colón, i Quilapayún, tra gli altri.
Il nome del gruppo si rifà allo strumento musicale precolombiano manguaré, utilizzato dagli indigeni dell'Amazzonia.
Il gruppo viene fondato nel 1971 con sei componenti e con l'appoggio di Fidel Castro, in seguito alla visita a Cuba del gruppo cileno Quilapayún. Il governo cubano sollecita la nuova formazione a viaggiare in Cile per sei mesi, così da poter studiare gli strumenti e la musica tradizionale del paese. In Cile conoscono Isabel Parra, Víctor Jara, i Quilapayún, gli Aparcoa e gli Inti-Illimani. Qui inoltre pubblicano singoli e album con l'etichetta DICAP.
Il gruppo è stato diretto per molti anni da Pancho Amat, più tardi rimpiazzato da Andrés Pedroso.

## Formazione

### Formazione attuale
- Andrés Pedroso Chávez - contrabbasso, voce, direzione d'orchestra
- Carlos González Quian - pianoforte
- Orlando Ramos Carraz - bongo, percussioni
- Armando Yohan Cosmea - tres cubano, voce
- Alejandra Pedroso Sulueta - voce, sassofono
- Francisco José Canales - voce
- Reynier Acosta Serrano - conga, percussioni
- Edelmies Pedroso Zulueta - flauto

### Ex componenti
- Jorge Campos, "Fumanchú" - flauto, direzione
- Santiago García - voce
- Pancho Amat - tres colombiano
- Víctor Alfonso - percussioni

## Discografia

### Album
- 1972 - Manguare
- 1972 - Manguaré
- 197? - Volae
- 197? - Café Cuba
- 1976 - Cuba
- 1977 - Razones para cantar
- 1979 - Genesis segun Virulo, opera son (con Virulo e Orquesta EGREM)
- 1985 - Regalame tus manos
- 1986 - Solo el color del amor

### Singoli
- 1972 - Mi grito de guerra/Boga-Boga
- 1972 - Son de la loma/El pitirre y el aura
- 1972 - Los rollos del Tío Sam/El guarapo y la melcocha
- 1973 - I jornada de la canción política Cuba 1973 (split con Carlos Puebla y sus Tradicionales)
- 1976 - Hasta siempre comandante/Guantanamera

### Partecipazioni
- 1972 - AA.VV. Chile pueblo
- 1974 - AA.VV. La canción, un alma de revolución
- 1974 - AA.VV. Voces latinoamericanas
- 1975 - AA.VV. Año Internacional de la Mujer, Cuba
- 1975 - AA.VV. La mujer en la Revolución
- 1977 - AA.VV. Rote lieder - 7º Festival des politischen liedes
- 1977 - AA.VV. Rote Lieder 70-76
- 1978 - AA.VV. Canciones XI Festival, Cuba
- 1980 - AA.VV. Zehnkampf - Festival des politischen Liedes 1970-1980
- 1980 - AA.VV. III Congreso de la Federación de Mujeres Cubanas
- 1982 - AA.VV. Nuestro canto
- 1983 - AA.VV. El tiempo está a favor de los pequeños
- 1984 - AA.VV. Abril en Managua: Concierto de la paz en Centroamérica
- 1993 - AA.VV. Que se sepa, ¡Yo soy de la Habana!
- 2004 - AA.VV. Trova con amor
- 2004 - AA.VV. Havana After Hours: The Unmistakable Cuban Sound
- 2006 - AA.VV. The Essential Voices of Cuba 	Various Artists
- 2007 - AA.VV. Simply Cuba 	Various Artists
- 2008 - AA.VV. Simply Salsa: Dance Class
- 2009 - AA.VV. Simply Salsa
- 2009 - AA.VV. 100% Cuba
- 2009 - AA.VV. Simply Cuba
- 2009 - AA.VV. Simply Latin Party
- AA.VV. The Essential Voices of Cuba

### Collaborazioni
- 1971 - Quilapayún La tribuna